# Brasidas samarensis
Brasidas samarensis är en insektsart som beskrevs av Rehn, J.A.G. och J.W.H. Rehn 1939. Brasidas samarensis ingår i släktet Brasidas och familjen Heteropterygidae. Inga underarter finns listade.